# 9270 Sherryjennings
9270 Sherryjennings este o planetă minoră (asteroid) din centura de asteroizi. A fost descoperită pe 7 noiembrie 1978 la Observatorul Palomar de Eleanor F. Helin. 
Obiectul prezintă o orbită caracterizată de o semiaxă mare de 3,0542931 UAi, o excentricitate de 0,14, o înclinație de 2,51364 ° în raport cu ecliptica.